# Сафарян, Вазген Мехакович
Вазге́н Меха́кович Сафаря́н (арм. Վազգեն Մեխակի Սաֆարյան; род. 6 июня 1950, Ереван) — армянский общественный и политический деятель, известный своей активной позицией в поддержке отечественного производства, развитии экспортных возможностей и проведении экономических реформ. Он является председателем Союза отечественных товаропроизводителей Армении (СОТ РА), председателем Комиссии по финансово-экономическим и бюджетным вопросам Общественного совета Республики Армения, а также председателем Прогрессивной коммунистической партии Армении.

## Биография
- Сафарян Вазген Мехакович родился 6 июня 1950 года в городе Ереван в семье служащего.
- В 1967 году окончил среднюю школу № 53 имени А. Ханджяна в Ереване.
- В 1969–1971 годах проходил службу в Советской армии.
- В 1976 году окончил Ереванский политехнический институт им. К. Маркса по специальности инженер-строитель.
- В 1986–1990 годах обучался в аспирантуре Центрального научно-исследовательского института экспериментального проектирования жилища (ЦНИИЭП жилища) в Москве. Является автором ряда научных публикаций, значительная часть которых внедрена в производственную практику.
- С 1971 по 1981 год работал инженером-конструктором в проектных институтах «Армкоммунпроект» и «Армпромпроект». Параллельно преподавал на строительном факультете Ереванского политехнического института.
- С 1982 года трудился в тресте «Айтрансшин» в должности начальника производственного отдела. Участвовал в строительстве железнодорожной линии Иджеван–Раздан, ереванского метрополитена и моста Давташен.
- В 1993 году, в период Арцахской войны, принимал участие в строительстве стратегически важной автодороги Лачин–Кельбаджар.

## Политическая деятельность
- С 1972 года был членом Коммунистической партии Советского Союза.
- В 1992 году Сафарян был избран депутатом Эребунийского райкома Компартии Армении.
- В 1994 году стал первым секретарём Ереванского горкома Компартии Армении.
- С января 1998 года — председатель Прогрессивной объединённой коммунистической партии Армении.
- В 1995—1999 годах — депутат Национального Собрания Республики Армения. После завершения депутатской деятельности он продолжил активно участвовать в общественной жизни страны, став председателем Прогрессивной коммунистической партии Армении. Находясь в парламенте, выступил с более чем 80 речами и направил свыше 150 депутатских запросов.

Он последовательно голосовал против:
— принятия неэффективных кредитов;
— необоснованного повышения тарифов на коммунальные услуги;
— законопроектов, ущемляющих интересы большинства населения.
Его выступления были направлены на:
— усиление регулирующей роли государства в экономике;
— установление государственного контроля над стратегически важными отраслями;
— смягчение налогового бремени;
— развитие социальной политики правительства.

## Общественная и экономическая деятельность
В марте 1999 года, совместно с группой депутатов-промышленников, руководителями предприятий и представителями среднего и малого бизнеса, Сафарян инициировал создание Союза отечественных товаропроизводителей Армении (СОТ РА) и был избран его председателем. СОТ РА объединяет более 300 директоров промышленных предприятий, представителей бизнеса и научно-исследовательских институтов, а также активно участвует в подготовке интеграционных проектов в рамках Таможенного союза и Евразийского экономического союза (ЕАЭС).
Для усиления этой деятельности 24 июня 1999 года в Минске при участии Сафаряна была основана Международная ассоциация товаропроизводителей. Сегодня она объединяет аналогичные союзы из 15 стран СНГ и Восточной Европы.
Сафарян представлял Армению на различных международных форумах и конференциях, направленных на развитие межгосударственного сотрудничества и промышленного партнерства.
СОТ РА также разработал стратегию развития промышленности Армении, в которой предусматривалось доведение доли промышленности в ВВП страны до 50% путём проведения активной торгово-промышленной политики.
В 2010 году СОТ РА совместно с Международным университетом «Содружество» инициировал издание энциклопедии «Россия – Армения: Регионы России и марзы Армении». За её выпуск Вазген Сафарян и главный редактор М.А. Севрук были награждены Золотой медалью Правительства Республики Армения.
1 октября 2013 года, в качестве председателя СОТ РА, он вошёл в состав правительственной делегации Армении на 15‑м армяно‑российском межправительственном заседании в Санкт‑Петербурге, где обсуждались вопросы членства Армении в ЕАЭС. Также Сафарян является представителем Армении в научном совете Российской академии наук по комплексным проблемам Евразийской экономической интеграции, модернизации и устойчивому развитию.

## Экспорт и реформы
Сафарян выступает за создание благоприятных условий для развития отечественного производства. Он подчеркивает важность улучшения инвестиционного климата и поддержки предпринимательства, что способствует укреплению промышленного сектора экономики Армении. Является сторонником государственного регулирования ключевых отраслей и высказывался против приватизации предприятий, имеющих стратегическое значение для экономики Армении. В числе его инициатив – развитие экспортных возможностей армянских товаров на международном рынке, расширение сотрудничества с такими странами, как Россия и Китай. В своих заявлениях он также предлагает реформирование налоговой политики, включая снижение налога с оборота.

## Влияние и общественное признание
Идеи и предложения Сафаряна регулярно обсуждаются экспертами, представителями бизнеса и государственных структур. Его выступления в СМИ и на экономических форумах, подчеркивают необходимость стратегического подхода к развитию промышленности и установления эффективных экономических связей в рамках евразийского пространства. Благодаря его инициативам был повышен уровень взаимодействия между союзами товаропроизводителей стран СНГ и Восточной Европы.

## Награды
- Орден СССР «Знак Почёта» (1989) — за ликвидацию последствий Спитакского землетрясения.
- Нагрудный знак МИД России «За вклад в международное сотрудничество» (30 октября 2015)